# Michael Hubert Muller
Michael Hubert Muller (Maastricht, 26 april 1822 – Eindhoven, 11 februari 1896) was een Nederlands dirigent/kapelmeester.
Hij was zoon van muziekmeester Claus Muller en Hyacynthe Longueval. Hijzelf huwde Geertruida Catharina Kindliman.
Muller trok als muziekmeester en kapelmeester het hele land door. Hij werkte in Groningen, Utrecht, Haarlem en Eindhoven. Zo nam hij in 1864 de baton over van Johan Willem Weidner om leiding te geven aan het orkest van de schutterij in Haarlem, dat ook wel voor particulieren optrad. Het was toen nog een amateurharmonieorkest. Het vertrek van Weidner zorgde voor een ombouw naar het stedelijk muziekkorps, maar het orkest verloor onder Muller aan discipline. Wel werd het bekend van de zogenaamde de zogenaamde "Concerten in de Haarlemmerhout". Haarlem schakelde liever muziekkorpsen (schutterij of niet) in van buiten de stad. Zo kwam onder andere het Schutterijcorps uit Den Bosch over, kapelmeester was er Christiaan Pieter Willem Kriens. Het leidde ertoe dat het orkest in Haarlem werd opgeheven, om direct te starten met een nieuw orkest onder leiding van Kriens; het Gemeentelijk Orkest Haarlem.
Muller vormt een schakel in de historie van het Noordhollands Philharmonisch Orkest.